# Alaksandr Syczou
Alaksandr Syczou (biał. Аляксандар Сычоў; ur. 1951 w Homlu) – białoruski działacz państwowy i dyplomata, w 2005-2011 ambasador w Austrii.
W 1978 ukończył studia na MGIMO, po czym krótko pracował jako nadinżynier w Akademii Nauk Białoruskiej SRR. W 1979 rozpoczął karierę dyplomata, zostając m.in. III i II sekretarzem w Wydziale Międzynarodowych Organizacji Gospodarczych Ministerstwa Spraw Zagranicznych Białoruskiej SRR. Od 1984 do 1990 pełnił funkcję II sekretarza Stałego Przedstawicielstwa Białorusi przy ONZ w Genewie.
Po odzyskaniu przez Białoruś niepodległości w 1991 roku piastował stanowisko II i I sekretarza oraz dyrektora Wydziału Międzynarodowych Organizacji Gospodarczych w MSZ. W latach 1992–1994 pełnił funkcję wiceministra spraw zagranicznych Republiki.
W 1994 rozpoczął misję jako stały przedstawiciel przy ONZ w Nowym Jorku. Po powrocie do kraju w 2000 ponownie objął funkcję zastępcy ministra spraw zagranicznych.
W marcu 2005 złożył listy uwierzytelniające na ręce Franza Fischera obejmując urząd ambasadora nadzwyczajnego i pełnomocnego w Austrii oraz stałego przedstawiciela przy organizacjach międzynarodowych w Wiedniu i przewodniczącego białoruskiej delegacji przy OBWE. Z obu funkcji został odwołany w dniu 26 sierpnia 2011 roku.

## Odznaczenia i wyróżnienia
- Dyplom Uznania Rady Ministrów Republiki Białorusi (2011);
- Dyplom Uznania Zgromadzenia Narodowego Republiki Białorusi (2006);